# Abraxas melanoneura
Abraxas melanoneura là một loài bướm đêm trong họ Geometridae.